# Atractus modestus
Espèce
Statut de conservation UICN

 VU B1ab(iii) : Vulnérable
Atractus modestus est une espèce de serpents de la famille des Dipsadidae.

## Répartition
Cette espèce se rencontre en Équateur dans les provinces de Pichincha, de Cotopaxi et d'Azuay et au Pérou entre 2 100 et 2 560 m d'altitude..

## Description
L'holotype de Atractus modestus mesure 380 mm dont 50 mm pour la queue. Cette espèce a le corps est entièrement grisâtre à l'exception du centre de sa face ventrale qui est jaunâtre. Les mâles mesurent jusqu'à 273 mm sans la queue et les femelles jusqu'à 328 mm sans la queue.

## Publication originale
- Boulenger, 1894 : Catalogue of the Snakes in the British Museum (Natural History). Volume II., Containing the Conclusion of the Colubridæ Aglyphæ, p. 1-382 (texte intégral).